# Campionats d'Europa de ciclisme en pista de 2018
Els IX Campionats d'Europa de ciclisme en pista es va celebrar a Glasgow (Escòcia) entre el 2 i el 7 d'agost de 2018 sota l'organització de la Unió Europea de Ciclisme (UEC) i la Federació Britànica de Ciclisme.

## Resultats

### Homes
| Event                 | Or                                     | Or       | Plata                                   | Plata    | Bronze                                  | Bronze   |
| Velocitat individual  | Jeffrey Hoogland · Països Baixos       |          | Stefan Bötticher · Alemanya             |          | Harrie Lavreysen · Països Baixos        |          |
| Velocitat per equips  | Països Baixos · Països Baixos          | 42,888   | França · França                         | 43,693   | Alemanya · Alemanya                     | 43,805   |
| Persecució individual | Domenic Weinstein · Alemanya           | 4:13,363 | Ivo Oliveira · Portugal                 | 4:15,304 | Claudio Imhof · Suïssa                  | 4:16,654 |
| Persecució per equips | Itàlia · Itàlia                        | 3:55,401 | Suïssa · Suïssa                         | 3:59,705 | Regne Unit · Regne Unit                 | 3:57,463 |
| 1 km contrarellotge   | Matthijs Büchli · Països Baixos        | 1:00,134 | Joachim Eilers · Alemanya               | 1:00,361 | Sam Ligtlee · Països Baixos             | 1:00,905 |
| Cursa per punts       | Wojciech Pszczolarski · Polònia        | 102      | Kenny de Ketele · Bèlgica               | 83       | Stefan Matzner · Àustria                | 71       |
| Scratch               | Roman Hladysh · Ucraïna                |          | Adrien Garel · França                   |          | Tristan Marguet · Suïssa                |          |
| Keirin                | Stefan Bötticher · Alemanya            |          | Sébastien Vigier · França               |          | Jack Carlin · Regne Unit                |          |
| Madison               | Robbe Ghys · Kenny de Ketele · Bèlgica | 60       | Theo Reinhardt · Roger Kluge · Alemanya | 49       | Oliver Wood · Ethan Hayter · Regne Unit | 38       |
| Eliminació            | Matthew Walls · Regne Unit             |          | Rui Oliveira · Portugal                 |          | Szymon Krawczyk · Polònia               |          |
| Omnium                | Ethan Hayter · Regne Unit              | 133      | Elia Viviani · Itàlia                   | 113      | Casper von Folsach · Dinamarca          | 113      |

### Dones
| Event                 | Or                                                                      | Or       | Plata                                                                           | Plata    | Bronze                                                                     | Bronze   |
| Velocitat individual  | Daria Shmeliova · Rússia                                                |          | Anastasiya Voinova · Rússia                                                     |          | Mathilde Gros · França                                                     |          |
| Velocitat per equips  | Rússia · Daria Shmeliova · Anastasiya Voinova                           | 32,452   | Ucraïna · Liubov Basova · Olena Starikova                                       | 33,108   | Alemanya · Miriam Welte · Emma Hinze                                       | 32,981   |
| Persecució individual | Lisa Brennauer · Alemanya                                               | 3:26,879 | Katie Archibald · Regne Unit                                                    | 3:29,577 | Justyna Kaczkowska · Polònia                                               | 3:34,750 |
| Persecució per equips | Regne Unit · Elinor Barker · Laura Kenny · Katie Archibald · Neah Evans | 4:16,896 | Itàlia · Letizia Paternoster · Marta Cavalli · Elisa Balsamo · Silvia Valsecchi | 4:25,384 | Alemanya · Charlotte Becker · Gudrun Stock · Mieke Kröger · Lisa Brennauer | 4:23,105 |
| 500 m contrarellotge  | Daria Shmeliova · Rússia                                                | 33,285   | Olena Starikova · Ucraïna                                                       | 33,593   | Miriam Welte · Alemanya                                                    | 33,600   |
| Cursa per punts       | Maria Giulia Confalonieri · Itàlia                                      | 33       | Ina Savenka · Belarús                                                           | 32       | Gulnaz Badykova · Rússia                                                   | 30       |
| Scratch               | Kirsten Wild · Països Baixos                                            |          | Emily Kay · Regne Unit                                                          |          | Jolien d'Hoore · Bèlgica                                                   |          |
| Keirin                | Mathilde Gros · França                                                  |          | Nicky Degrendele · Bèlgica                                                      |          | Daria Shmeliova · Rússia                                                   |          |
| Madison               | Amalie Dideriksen · Julie Leth · Dinamarca                              | 42       | Gulnaz Badykova · Diana Klímova · Rússia                                        | 38       | Kirsten Wild · Amy Pieters · Països Baixos                                 | 34       |
| Eliminació            | Laura Kenny · Regne Unit                                                |          | Anna Knauer · Alemanya                                                          |          | Yevgueniya Augustinas · Rússia                                             |          |
| Omnium                | Kirsten Wild · Països Baixos                                            | 156      | Katie Archibald · Regne Unit                                                    | 144      | Letizia Paternoster · Itàlia                                               | 111      |

## Medaller
| Pos. | País          | Or | Plata | Bronze | Total |
| 1    | Països Baixos | 5  | 0     | 3      | 8     |
| 2    | Regne Unit    | 4  | 3     | 3      | 10    |
| 3    | Alemanya      | 3  | 4     | 4      | 11    |
| 4    | Rússia        | 3  | 2     | 3      | 8     |
| 5    | Itàlia        | 2  | 2     | 1      | 5     |
| 6    | França        | 1  | 3     | 1      | 5     |
| 7    | Bèlgica       | 1  | 2     | 1      | 4     |
| 8    | Ucraïna       | 1  | 2     | 0      | 3     |
| 9    | Polònia       | 1  | 0     | 2      | 3     |
| 10   | Dinamarca     | 1  | 0     | 1      | 2     |
| 11   | Portugal      | 0  | 2     | 0      | 2     |
| 12   | Suïssa        | 0  | 1     | 2      | 3     |
| 13   | Belarús       | 0  | 1     | 0      | 1     |
| 14   | Àustria       | 0  | 0     | 1      | 1     |